# Plectre

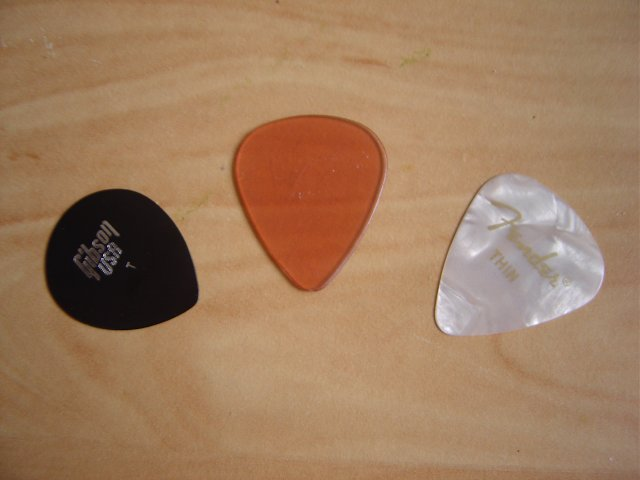
Tres plectres per utilitzar amb guitarra

El plectre és una petita eina plana que s’utilitza per rascar un instrument de corda. Per als instruments de mà com les guitarres i les mandolines, el plectre se sol anomenar pua i és una eina independent que manté el músic amb la mà, o el porta incorporats alsdits. Als clavicèmbals, els plectres s’uneixen al mecanisme de palanca (martell percusor).

## Guiat a mà

### Guitarres i instruments similars
Un plectre per a guitarres elèctriques, guitarres acústiques, baixos i mandolines sol ser un tros prim de plàstic o un altre material amb forma de llàgrima o triangle punxegut. La mida, la forma i l'amplada poden variar considerablement. Els intèrprets de banjo i guitarra poden portar un punxó metàl·lic o de plàstic muntat en un anell, i els intèrprets de banjo i bluegrass solen portar didals-púa de metall o de plàstic a la punta dels dits. Els guitarristes també fan servir els dits.
Els plectres de guitarra es fabriquen amb una gran varietat de materials, inclosos el cel·luloide, el metall i poques vegades altres materials exòtics com la closca de la tortuga, però avui en dia el delrin és el més comú. Per a altres instruments actuals, la majoria dels intèrprets utilitzen plectres de plàstic, però hi ha una gran varietat d'altres materials, inclosa la fusta i el feltre (per utilitzar amb l’ ukelele). Els guitarristes del gènere rock, blues, jazz i bluegrass solen utilitzar un plectre, en part perquè l’ús de cordes d’acer tendeix a desgastar les ungles ràpidament, i també perquè un plectre proporciona un so més "centrat" i "agressiu". Molts guitarristes també utilitzen didal-púai els dits restants de la mà simultàniament per combinar alguns avantatges de la selecció plana i la selecció dels dits. Aquesta tècnica s’anomena picking híbrid ..
Un plectre de guitarra se sol anomenar púa de guitarra

### Instruments no occidentals
Els plectres per al biwa japonès i shamisen poden ser força grans, i els que s’utilitzen per al oud àrab són més llargs i estrets, en substitució de l’antiga ploma d’àguila. Els plectres que s’utilitzaven per a instruments xinesos com el sanxian antigament eren de trompa d’animals, tot i que avui en dia molts .músics utilitzen plectres de plàstic.

### Plectres de tot el món

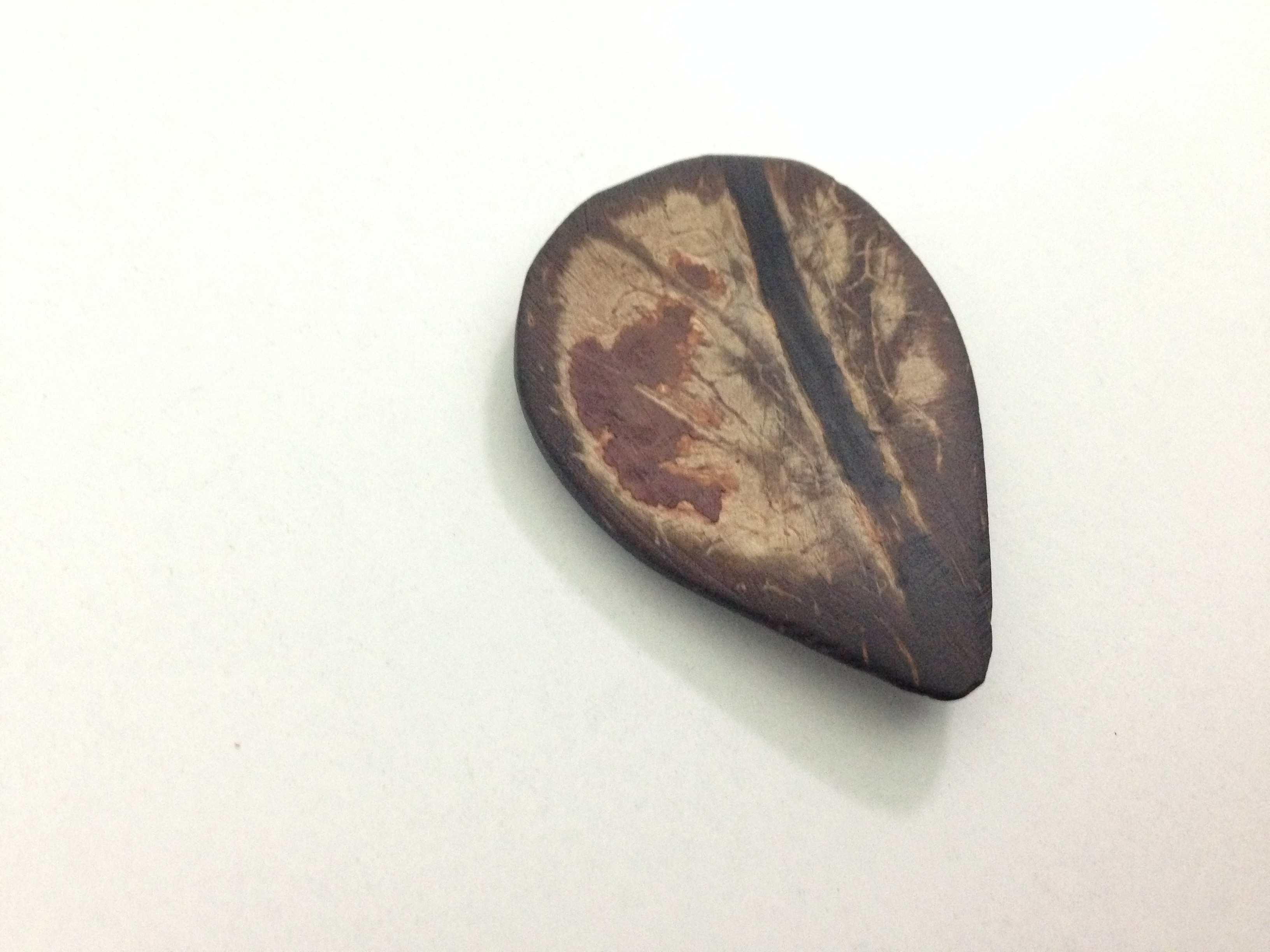
Un plectre sarod de closca de coco artesanal tradicional, també conegut com a Javva
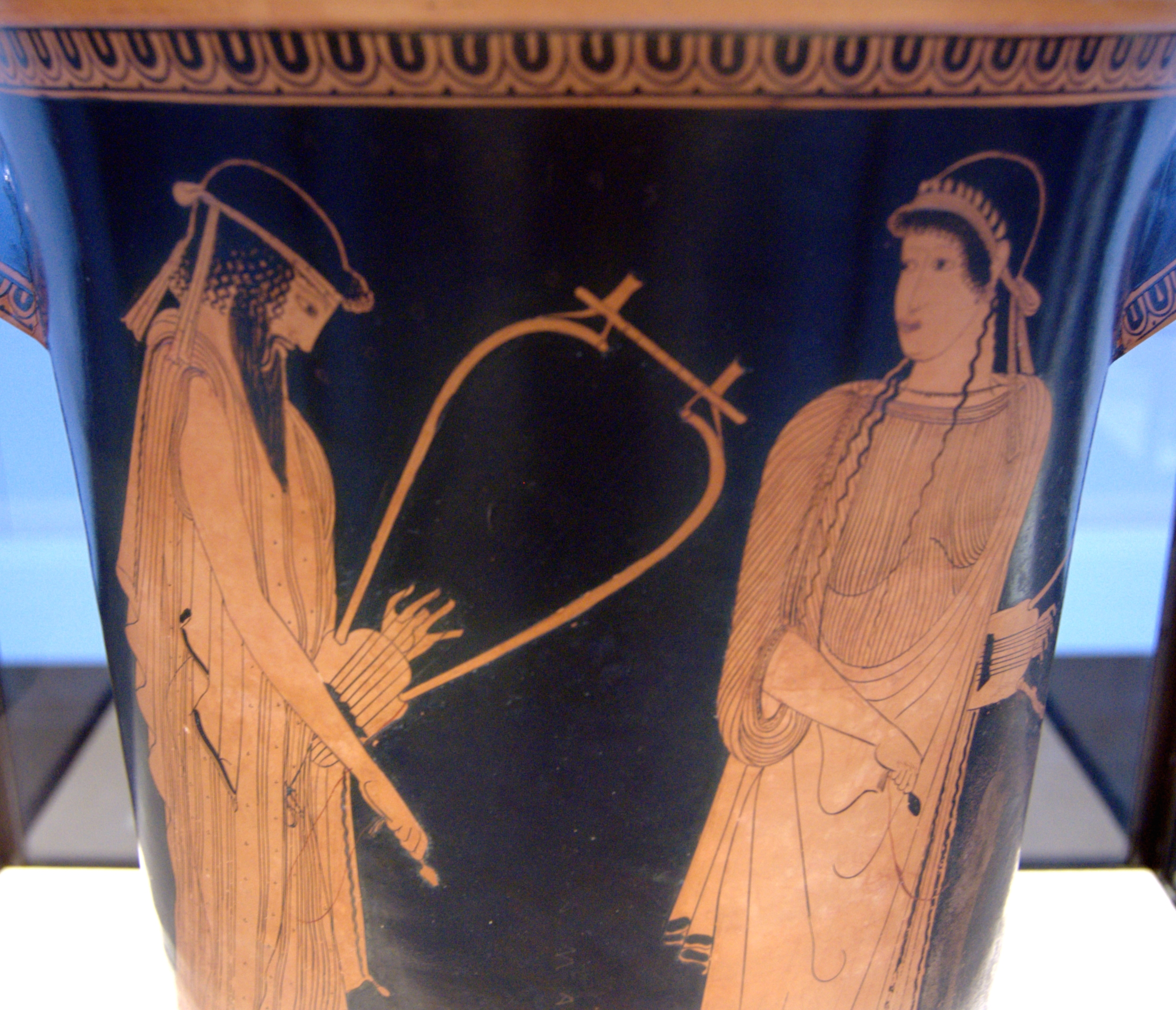
Alcaeus i Safo mantenen les seves lires i plectres. Àtic de figures vermelles Calathus, ca. 470 BC, Staatliche Antikensammlungen (Inv. 2416)
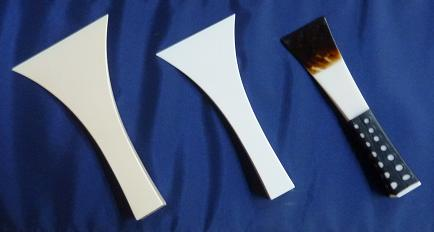
Bachi o plectra per utilitzar amb shamisen
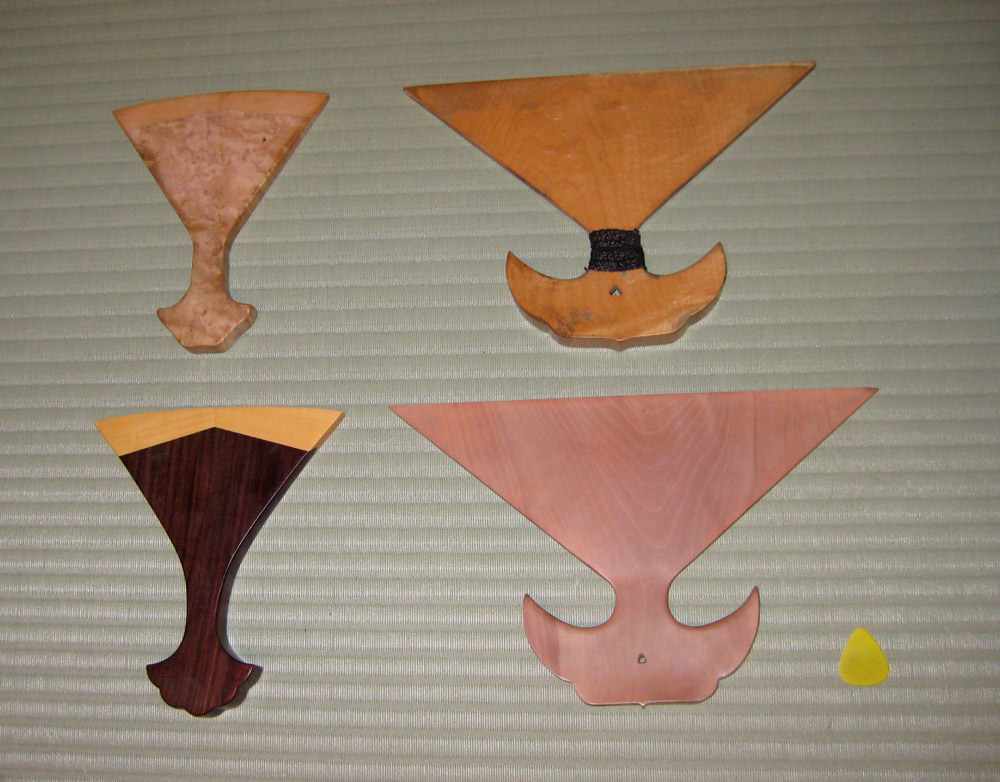
Biwa plectra
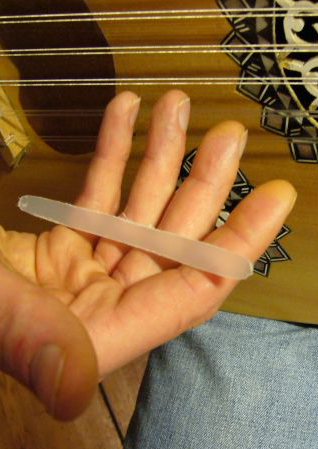
Risha per a Ud

## Clavicèmbal

La porció superior d'un clavicèmbal que sosté un plectre

En un clavicèmbal, hi ha un plectre separat per a cada corda. Aquests plectres són molt petits, sovint només d’uns 10 mil·límetres de llarg, uns 1,5 mil·límetres d’amplada i mig mil·límetre de gruix. El plectre es redueix suaument, essent el més estret a l'extrem d’arrencada. La superfície superior del plectre és plana i horitzontal i es manté a la llengua del gat, cosa que li permet arrencar movent-se cap amunt i passant gairebé en silenci més enllà de la corda que es mou cap avall.
Al període històric de la construcció de clavicèmbal (fins al 1800 aproximadament) els plectres estaven fets de robustes plomes, generalment de corbs. A Itàlia, alguns fabricants (inclòs Bartolomeo Cristofori) van utilitzar plomes de voltor. Altres clavicèmbals italians van emprar plectre de cuir. Als clavicèmbals francesos tardans del gran constructor Pascal Taskin, es feia servir la "peau de buffle", un material semblant a l’ isard procedent de la pell del bisó europeu, per a que els plectres produïssin un delicat pianissimo.
Els clavicèmbals moderns sovint fan servir plectres fets amb plàstic, específicament el plàstic conegut com a acetal. Alguns plectres pertanyen a la varietat homopolímera d'acetal, venuda per DuPont amb el nom de "Delrin", mentre que d'altres són de la varietat copolímera, venuda per Ticona com a "Celcon". Els tècnics i constructors de clavicèmbal solen utilitzar els noms comercials per referir-se a aquests materials. En qualsevol de les seves varietats, l’acetal és molt més durador que la ploma, cosa que redueix substancialment el temps que s’ha de dedicar a la veu (vegeu més avall).
Diversos constructors i .músics contemporanis han reafirmat la superioritat de la ploma d'ocell per als clavicèmbals d'alt nivell. Tot i que es reconeix que la diferència de so entre l’acetal i la ploma és petita, que la diferència pot existir en benefici de la ploma. A més, s’observa que els plectres de ploma fracassen gradualment, cosa que avisa per la disminució del volum, mentre que els plectres d’acetal fallen de forma sobtada i completa, de vegades enmig d’una actuació.

### Plectre de clavicèmbal
El plectre d'un clavicèmbal s'ha de tallar amb precisió, en un procés anomenat "veu". Un plectre amb veu adequada arrencarà la corda de manera que produeixi un bon to musical i que coincideixi bé en intensitat amb totes les altres cordes. La part inferior del plectre ha d'estar inclinada adequadament i completament llisa, de manera que el gat no "pengi" (quedi atrapat a la corda) quan, després de sonar una nota, es torna a baixar per sota del nivell de la corda.
Normalment, la veu es duu a terme mitjançant la inserció del plectre a la presa i, tot seguit, col·locant-la sobre un petit bloc de veu de fusta, de manera que la part superior del plectre quedi a l’alçada del bloc. A continuació, es talla el plectre i s’aprima a la part inferior amb un ganivet petit i molt afilat, com ara un ganivet X-Acto. A mesura que el plectre es retalla progressivament, el seu jack es canvia a l’instrument a intervals per provar el resultat per comprovar la intensitat, la qualitat del to i la possibilitat de penjar-se.
La veu és una habilitat refinada, duta a terme amb fluïdesa per constructors professionals, però que generalment també ha d’aprendre (almenys fins a cert punt) els propietaris de clavicèmbal.

## Etimologia i ús
Atestat per primera vegada al català del segle xv, la paraula "plectre" prové del llatí plectrum, derivada del grec πλῆκτρον (plēktron), "qualsevol cosa amb la qual copejar, un instrument per copejar la lira".
De fet plectre deriva realment de "plectra" (plural de plectrum). Tanmateix, el terme plectre s'utilitza en l'escriptura formal, particularment al parlar del clavicèmbal com a instrument de música clàssica, mentre que el terme pua és més freqüent en la parla ordinària.